# MLB China Series
 (mai 2023).

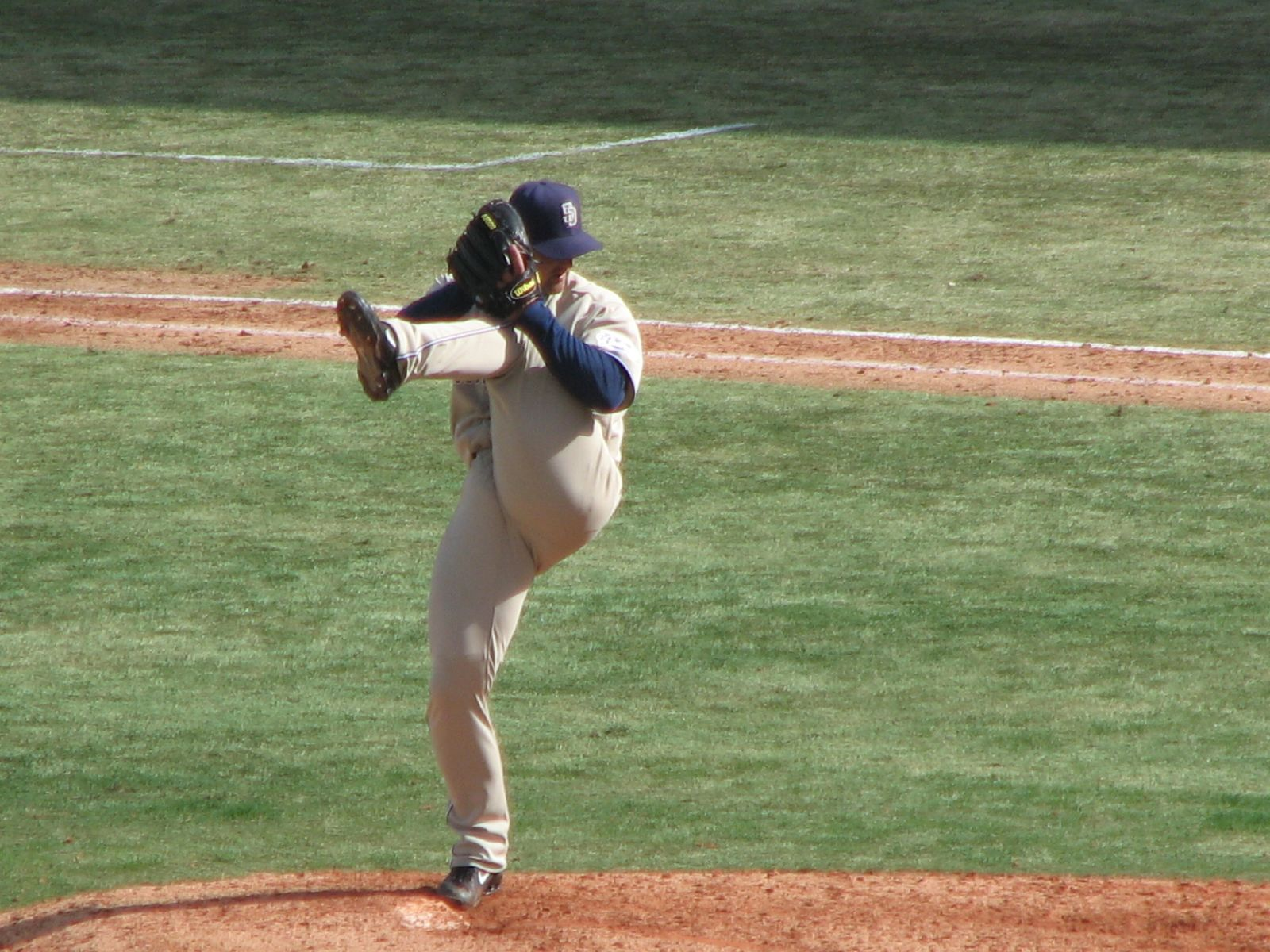
Trevor Hoffman, des Padres de San Diego, lors du premier match des MLB China Series le 15 mars 2008.

Les MLB China Series sont un face-à-face de baseball disputé en deux matches à titre d'entraînement de printemps par les Dodgers de Los Angeles et les Padres de San Diego, deux franchises de la Major League Baseball, les 15 et 16 mars 2008 à Pékin, en République populaire de Chine. Les Padres s'imposent en remportant le second match après un nul au premier.